# 圣克洛德站
圣克洛德站，是法国的一个铁路车站，位于法国东部城市圣克洛德。

## 位置
圣克洛德站位于圣克洛德市区的西部，边讷河西岸，昂德洛－拉克吕斯铁路73.158公里处，距离贝桑松大约96公里。车站大致呈南北走向，开口朝东。

## 设施
因客流较小，圣克洛德站的人工售票窗口已于2016年6月30日关闭，但站内依旧保留自动售票机等设施。
此外，由于圣克洛德附近人口密度较低，昂德洛－拉克吕斯铁路圣克洛德以南的线路已于2017年12月起关闭，该路段的客运都已由同线路的大巴车（法語：CAR TER）代替。

## 停靠线路
以下列车线路在圣克洛德站停靠：
| 圣克洛德站列车线路表              |      |        |          |              |
| 线路                              | 车种 | 上一站 | 下一站   | 大致运行频率 |
| 多勒—圣克洛德                     | TER  | 莫雷   | （终点） | [ 註 2 ]     |
| 贝桑松—圣克洛德                   | TER  | 莫雷   | （终点） | [ 註 3 ]     |
| 穆沙尔/昂德洛/尚帕尼奥勒—圣克洛德 | TER  | 莫雷   | （终点） | 每天1~3趟    |
| 1. 2. 3.                          |      |        |          |              |

## 配套交通

### 长途客车
| 停靠圣克洛德站的大巴车 |                       | |
| 上下车地点             | 运营单位              | 主要线路及目的地 |
| 圣克洛德站门口         | 汝拉省城际客运 Jurago | 701 塞蒙塞勒 · 拉穆拉 · 拉茹 · 米茹                                                                                        |
| 圣克洛德站门口         | Car TER               | - 莫雷 · 昂德洛 - 31 瓦永纳 · 布里翁 · 布雷斯地区布尔格 - 当铁路线施工或罢工时，SNCF可能也会提供途径该线路沿途站点的大巴车 |
| 1. 2. 3.               |                       | |

### 城市公共交通
| 圣克洛德站附近的市内公共交通线路 |                |                                |
| 公交车站名称                     | 位置           | 停靠线路                       |
| Gare SNCF 火车站                 | 圣克洛德站门口 | 2 亨利·杜朗（Henri Durant） ↔ 高级中学（Lycée） |
| 1. 2.                            |                |                                |

### 社会车辆
圣克洛德站门口设有社会车辆停车场。

## 临近车站
| 圣克洛德站（Gare de Saint-Claude） |                      |          |
| 上行车站                           | 线路                 | 下行车站 |
| 莫雷站 23.7km ←                    | 昂德洛－拉克吕斯铁路 | 莫兰日站 |
| - 本表仅显示运营中的线路及车站 1.  |                      |          |